# Sint-Annakerk (Denderleeuw)
De Sint-Annakerk is de parochiekerk van de wijk Leeuwbrug die onderdeel is van de Oost-Vlaamse plaats Denderleeuw, gelegen aan de J. Verhavertstraat 17.
Het betreft een doosvormig kerkgebouw, uitgevoerd in baksteen en beton in de stijl van het naoorlogs modernisme. Er is een bescheiden losstaande betonnen klokkentoren waarin een kruis is verwerkt.